# Lina Montes
Lina Montes (nacida como Esperanza Martí Montes de Oca; 1 de enero de 1923 – 2 de octubre de 1984) fue una actriz cubana que desarrolló la mayor parte de su carrera en el cine mexicano. Reconocida por su participación en la Época de Oro del cine mexicano, trabajó junto a destacados actores como Pedro Infante y Jorge Negrete. En 1974, recibió el Premio Ariel a Mejor Coactuación Femenina por su actuación en la película El principio.

## Biografía

### Primeros años
Nacida en La Habana, Cuba, Lina Montes inició su carrera artística en teatro antes de migrar a México en 1940.

### Carrera cinematográfica
Participó en más de 30 películas durante la Época de Oro del cine mexicano, destacando en papeles secundarios que le valieron reconocimiento.

### Vida personal
Mantuvo una vida privada alejada del escándalo, casada con el productor cinematográfico Arturo Ramírez.

### Fallecimiento
Falleció en Ciudad de México en 1984 debido a complicaciones cardíacas.

## Filmografía seleccionada
- Christopher Columbus (1943)
- Mexicanos al grito de guerra (1943)
- La dama de las camelias (1944)
- La mujer que engañamos (1945)
- La mulata de Córdoba (1945)
- Autumn and Spring (1949)
- Viento salvaje (1974)
- La presidenta municipal (1975)
- La venida del Rey Olmos (1975)
- El principio (1973)
- La casta divina (1977)